# Aurora (Weddingstedt)
Die Windmühle Aurora ist eine zweistöckige Galerieholländermühle mit Jalousieflügeln und Windrose, die seit 1880 am aktuellen Standort bei Weddingstedt in Schleswig-Holstein steht. Sie wurde jedoch ursprünglich bereits 50 Jahre früher erbaut und später versetzt.
Nach ihrer Betriebseinstellung Anfang des 20. Jahrhunderts stand sie lange still, da Staat und Kommune Gelder zur Instandsetzung fehlten. Seinerzeit wurde ein Mühlenverein aktiv, der sich um die Instandhaltung kümmerte, bis sie 1986 durch Fördergelder von 150.000 DM schließlich saniert wurde.
Die dabei montierten Segelgatterflügel wurden 2010 gegen Jalousieflügel ausgetauscht.
In einem zweiten Sanierungsschritt wurde 2015 die Mahlfähigkeit durch Erneuerung der hölzernen Zahnräder und der Mahlsteine wieder hergestellt.
Seither dreht sie sich an ca. 100 Tagen im Jahr. Damit ist sie eine der wenigen noch funktionsfähigen historischen Windmühlen in Dithmarschen. Heute ist sie im Besitz der Familie Peters.
Heute wird in der Mühle zwar kein Mehl mehr gemahlen. Sie wird als Standesamt genutzt. Das Trauzimmer befindet sich in der Mühle.
In einem Nebengebäude befindet sich eine Sammlung von großen Mühlenmodellen als Leihgabe des Vereins zur Erhaltung der Wind- und Wassermühlen in Schleswig-Holstein und Hamburg.
Die Windmühle liegt unweit der Marschbahn, sodass man sie auf der Fahrt von Heide (Holstein) nach Husum vom Zug aus sehen kann.
In unmittelbarer Nähe zur Windmühle befindet sich die Pension Koll’s Gasthof.